# Diplazium chimuense
Diplazium chimuense är en majbräkenväxtart som beskrevs av Charles Dennis Adams.
Diplazium chimuense ingår i släktet Diplazium och familjen Athyriaceae. Inga underarter finns listade i Catalogue of Life.